# Jednomandatowe okręgi wyborcze

Jednomandatowe okręgi wyborcze w wyborach do Senatu RP

Jednomandatowe okręgi wyborcze (JOW) – okręgi wyborcze, w których mandat zdobywa tylko jeden kandydat.

## Opinie

### Argumenty za
Zwolennicy jednomandatowych okręgów wyborczych podkreślają, że jest to najprostszy system wybierania deputowanych wynikający wprost z definicji demokracji jako systemu, w którym prawo stanowi wola większości obywateli. Dzięki nim parlament jest sprawny (najczęściej w przypadku jednomandatowych okręgów „pierwszy na mecie” jedna partia ma większość), a wybrani kandydaci ponoszą osobistą odpowiedzialność za swoje działania. Ponadto zwolennicy jednomandatowych okręgów argumentują, że w systemie zamkniętych list partyjnych wypaczony zostaje proces kandydowania, który zależy od decyzji gron partyjnych, a możliwe jest jedynie kolektywne kandydowanie. Wprowadzenie jednomandatowych okręgów wyborczych mogłoby pozwolić na zwiększenie identyfikacji wyborców z radnymi i odwrotnie.
Według zwolenników głosowanie w okręgach jednomandatowych osłabia skłonności do koncentracji władzy, którą wzmacniają z kolei ordynacje proporcjonalne z głosowaniem na listy.
W języku polskim popularne opracowanie zawierające listę najważniejszych metod głosowania stosowanych w JOW-ach, omówienie zalet oraz wad JOW-ów wraz z dyskusją potencjalnych sposobów zapobieżenia negatywnym zjawiskom zawierają prace Kaminski (2015, 2016). Dostępne są też symulacje, pokazujące co by było, gdyby zamiast dotychczasowych ordynacji zastosowano system JOW.

### Kontrargumenty
Przeciwnicy jednomandatowych okręgów argumentują swoje stanowisko:
- brakiem reprezentacji dla dużej części społeczeństwa poprzez wykluczanie mniejszych i średnich partii z podziału mandatów (przykład USA i Kanady);
- wzrostem zjawiska „głosów straconych” (przykład USA i Kanady);
- sprzyjaniem dominacji pojedynczej partii w danych okręgach wyborczych;
- zwiększaniem zjawiska podziału głosu między dwoma zbliżonymi do siebie kandydatami;
- potencjalnym nadmiernym przywiązaniem deputowanego do terenu, z którego został wybrany;
- umożliwianiem zjawiska dopasowywania granic okręgów wyborczych (tzw. gerrymandering) celem zwiększenia liczby wygranych mandatów[5].

W przeprowadzonym w 2008 przez CBOS badaniu za wprowadzeniem jednomandatowych okręgów wyborczych wypowiedziało się 40% ankietowanych, za systemem proporcjonalnym – 16%, zdania nie miało 21% pytanych.

## Użycie
W państwach stosujących praktykę jednomandatowych okręgów wyborczych, gdzie większość względna (dla przykładu 30% głosów w okręgu) kreuje członka parlamentu,  nazywany bywa: pierwszy na mecie bierze wszystko.
- Kanada – Obecnie[kiedy?] rządząca Partia Liberalna, Narodowa Demokracja i wszystkie inne partie (wyjątek stanowią Progresywni Konserwatyści, którzy właśnie[kiedy?] utracili rządy) przyrzekają zmianę systemu JOW na rzecz wyborów proporcjonalnych lub systemu mieszanego.
- Stany Zjednoczone
- Wielka Brytania

System pierwszy na mecie bierze wszystko jest mylnie porównywany i łączony z:
- Australia (proporcjonalny głos alternatywny)[8].
- Francja wybory w okręgach w dwóch turach dla zdobycia większości bezwzględnej.
- Japonia system mieszany[9] (do 1994 system wielomandatowych okręgów wyborczych, obecnie część kandydatów wybierana w systemie JOW, a część w systemie proporcjonalnym).

W Polsce ten sposób wyboru obowiązuje:
- od 2011 w wyborach do Senatu Rzeczypospolitej Polskiej[10],
- od 2018 w wyborach do rad gmin w gminach do 20 tysięcy mieszkańców[11]. Wcześniej od 2014 do 2018 do rad gmin w gminach niebędących miastem na prawach powiatu[12].

W 2007 roku jednomandatowe okręgi wyborcze postulowała w swoim programie wyborczym Platforma Obywatelska. W 2012 roku Paweł Kukiz zainicjował akcję na rzecz jednomandatowych okręgów wyborczych do Sejmu na portalu „zmieleni.pl”. Wprowadzenie jednomandatowych okręgów wyborczych w wyborach do Sejmu jest jednym z postulatów założonego przez Pawła Kukiza ruchu Kukiz'15. Podobne postulaty wysuwała istniejąca w 2019 partia Polska Fair Play.